# حمام سیدآباد
حمام سیدآباد مربوط به دوره قاجار است و در اردبیل، محله سیدآباد، نرسیده به سازمان صنایع دستی واقع شده و این اثر در تاریخ ۱ مهر ۱۳۸۲ با شمارهٔ ثبت ۱۰۳۴۶ به‌عنوان یکی از آثار ملی ایران به ثبت رسیده است.